# Balansräkning
En balansräkning är ett dokument som redovisar en organisations tillgångar och skulder vid ett givet tillfälle. Inom redovisning innebär det en sammanställning av samtliga balanskonton i organisationens bokföring.
Balansräkningen brukar ställas upp i två kolumner med tillgångar på ena sidan samt skulder och eget kapital (det vill säga hur tillgångarna finansierats) på den andra. Tillgångssidan kallas även aktivsidan och skuldsidan kallas passivsidan. De två sidorna är definitionsmässigt lika, eftersom eget kapital är differensen mellan tillgångar och skulder. Summan av ett företags tillgångar respektive summan av skulder och eget kapital kallas omslutning (balansomslutning).
Balansräkningen ger en ögonblicksbild av en organisations ekonomiska ställning vid en viss tidpunkt. I regel upprättas balansräkningen i samband med en årsredovisning av ett aktiebolag på balansdagen (31 december varje år, förutsatt att bolaget har räkenskapsår lika med kalenderår). 
Företagsledning såväl som externa intressenter kan med hjälp av årsredovisningen räkna fram ett antal olika mått som underlättar bedömningen av företagets finansiella situation och värde. Till några av de vanligaste måtten hör exempelvis:
- Likviditet
- Soliditet
- Räntabilitet på eget kapital (Re)
- Räntabilitet på totalt kapital (Rt)